# ترايفل
الترايفل (بالإنجليزية: Trifle) هي حلوى من أصل إنجليزي. تتكون عادة من طبقات رقيقة من أصابع الست أو كعكة إسفنجية مغموسة بالنبيذ، فاكهة، كاسترد وكريمة مخفوقة.